# Pachnobia acuminata
Pachnobia acuminata là một loài bướm đêm trong họ Noctuidae.